# Angiografia amb fluoresceïna
L'angiografia amb fluoresceïna, també anomenada angiofluoresceïngrafia, és una tècnica diagnòstica que s'utilitza en medicina per a l'estudi dels vasos sanguinis de la retina. La retina és la capa de teixit sensible a la llum que es troba a l'interior de l'ull, gràcies a la qual és possible la visió.

## Descripció

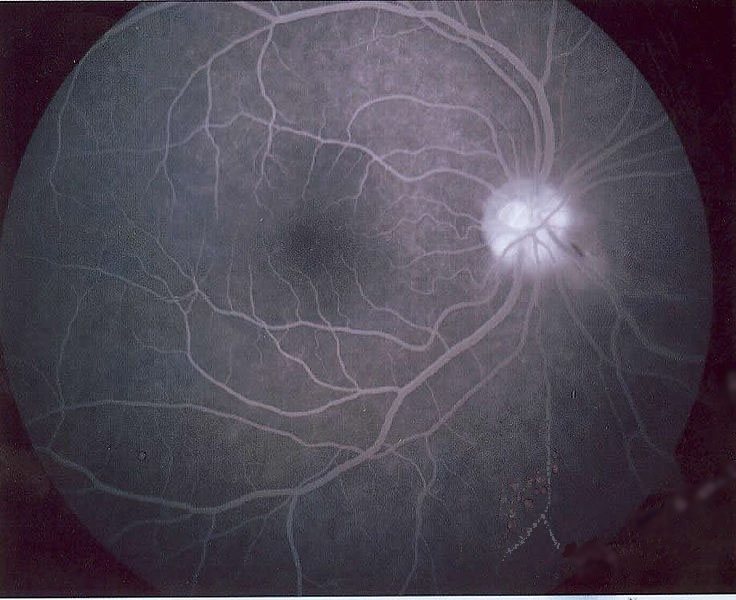
Imatge de la retina obtinguda mitjançant angiografia amb fluoresceïna.

L'angiografia amb fluoresceïna consisteix en l'administració intravenosa d'una substància colorant que es diu fluoresceïna. Aquest colorant circula pel torrent sanguini i arriba als vasos de la retina, on emet una fosforescència característica que es pot captar mitjançant unes càmeres especials. Les imatges així obtingudes s'imprimeixen en paper i permeten observar els vasos sanguinis de la retina i comprovar si hi ha anomalies, com hemorràgies, trombosis o embòlies.
Aquesta tècnica s'utilitza per a oftalmòlegs per al diagnòstic i valoració de múltiples malalties, com la retinopatia diabètica, la degeneració macular associada a l'edat, el despreniment de retina, la retinosi pigmentària o l'oclusió dels vasos de la retina com passa en l'embòlia de l'artèria central de la retina i en la trombosi de la vena central de la retina.